# バッカーノ!
『バッカーノ!』（BACCANO!）は、成田良悟による日本のライトノベル。イラストはエナミカツミが担当している。電撃文庫（メディアワークス→アスキー・メディアワークス→KADOKAWA）より2003年2月から刊行されている。メディアミックスとして、ドラマCD、漫画、テレビアニメ、ゲームも制作されている。2015年10月時点でシリーズ累計部数は204万部を記録している。
タイトルの「バッカーノ」とは、イタリア語で「馬鹿騒ぎ」を意味する言葉。多数の登場人物が織り成すスリリングながらもにぎやかな群像劇であり、シリーズを通して固定された主人公は存在しない。錬金術師達が作り出した不死の酒を巡って起こった、不死者と人間の物語となっている。
最初の作品は1930年、二作目は1931年と、ひとつの話につきひとつの年で物語がつづられている。ただし上下巻や同時進行の物語もあり、必ずしも一冊で一話となっているわけではない。最初に発表された作品は禁酒法時代のアメリカを舞台とした話であるが、続編には2000年代を舞台にした現代編、1700年代を舞台にした過去編もある。

## シリーズ一覧
刊行順序は、書籍情報を参考のこと。太字は、メディアミックス作品。

### 1700年代編
詳細はバッカーノ! (1700年代)を参照
- バッカーノ! 1705 The Ironic Light Orchestra
- バッカーノ! 1710 Crack Flag
- バッカーノ! 1711 White smile

### 1930年代編
詳細はバッカーノ! (1930年代)を参照
- バッカーノ! The Rolling Bootlegs
- バッカーノ! 1931 鈍行編 The Grand Punk Railroad
- バッカーノ! 1931 特急編 The Grand Punk Railroad
- バッカーノ! 1931 臨時急行編 Another Junk Railroad　（1931? 回送編の加筆単行本版）
- バッカーノ! 1931 時刻表 The Grand Punk Railroad　（DSゲーム特典のゲームブック）
- バッカーノ! 1931 小気味良い男編 / 死亡遊戯編 The Grand Punk Railroad　（DSゲーム内収録の短編）
- バッカーノ! 1931? 回送編 The Grand Punk Railroad　（ドラマCD特典の中編）
- バッカーノ! 1931-Winter the time of the oasis　（193X-Bの加筆単行本版）
  - バッカーノ! 193X-B The Time Of the Oasis　（アニメDVD6-8巻特典の長編）
- バッカーノ! 1932 Drug & The Dominos
- バッカーノ! 1932-Summer man in the killer　（193X-Aの加筆単行本版）
  - バッカーノ! 193X-A man in the killer　（アニメDVD1-5巻特典の長編）
- バッカーノ! 1933 <上> THE SLASH 〜クモリノチアメ〜
- バッカーノ! 1933 <下> THE SLASH 〜チノアメハ、ハレ〜
- バッカーノ! 1934 獄中編 Alice In Jails
- バッカーノ! 1934 娑婆編 Alice In Jails
- バッカーノ! 1934 完結編 Peter Pan In Chains
- バッカーノ! 1935-A Deep Marble
- バッカーノ! 1935-B Dr. Feelgreed
- バッカーノ! 1935-C The Grateful Bet
- バッカーノ! 1935-D Luckstreet Boys

### 2000年代編
詳細はバッカーノ! (2000年代)を参照
- バッカーノ! 2001 The Children Of Bottle
- バッカーノ! 2002 【A side】Bullet Garden
- バッカーノ! 2002 【B side】Blood Sabbath

## あらすじ
300年前、洋上の船アドウェナ・アウィス号で錬金術師達が、不老不死を求めて悪魔の召喚を試みた。召喚は成功し、悪魔は不老不死になる酒を錬金術師たちに与え、その酒の製造法を召喚主のマイザー・アヴァーロに教えた。
しかし、翌日の夜、1人の錬金術師が仲間を喰い始め、彼ら不老不死となった錬金術師達は、その魔手から逃れるために、世界中に散らばった。
そして1930年、禁酒法時代のアメリカで不死の酒を巡る馬鹿騒ぎ（バッカーノ）が始まる。

## 登場人物
以下を参照のこと。なお、複数の年代で登場する人物については、その年代でのことについて記述してある。
- バッカーノ! (1700年代)#登場人物
- バッカーノ! (1930年代)#登場人物
- バッカーノ! (2000年代)#登場人物

## 用語解説

### 不死者関連
不死者
「不死の酒」を飲み、不老不死となった存在。
不死者になると、たとえ身体をバラバラにされても自動的に一つにまとまり、元に戻る。唯一死ぬ方法は後述する「喰う」だけである。不死と言っても痛覚はあるため、それ相応の負傷をすると痛みによって気絶する。しかし、何度も破壊されると痛みは慣れて気絶しにくくなり、再生も早くなる。
餓死することは無いが、精神的な空腹は感じる上に、栄養を摂取したほうが効率的に動くことが出来る。不死でも一時的に病原菌に感染して風邪をひく、熱を出すなど軽度の病を患うことはある。
不死者には不老不死になる以外にも色々な能力や制限が加わる。後述する「喰う」や偽名を名乗れない制約以外に、左手を相手の額に乗せることで、その相手に自分の知識や経験を伝えることができるようになる。
作中では不死のメカニズムについて、「不死の酒」を飲むと異次元に存在する別の生物と融合し、このため死んでも傷が細胞同士で繋がり合うと考えられている。意識集合体のホムンクルス（シャムとヒルトン）などはこの原理を応用して造られている。また、「喰う」ということや、偽名の制約、意図せずとも自然と不死者が集まってしまうのは、不死者の細胞単位で1つになりたいという無意識の力（本能）があるからだと考えられている。確認されている限り、人間以外にも効果がある。
「喰う」
不死者が唯一死ねる、あるいは不死者を唯一殺せる方法。
不死者が別の不死者の頭の上に、自分の右手を乗せて「喰いたい」と願うと、相手の体は、自分の右手の中に足先から遡りながら肉が吸い込まれていくようにして消失し、「死んだ」とみなされる。この時、喰った不死者には、喰われた不死者の知識や記憶、経験、さらに人格が継承される。人格に関しては塗りつぶされたり融合したりするわけではないが、フィーロやチェスのように自己の中に異質な別人格がいることに悩まされることもある。
少なくとも悪魔が述べるところによると、不死者が死にたいと思った時に死ねるように用意した能力で、その意味では受動的な行為であった。しかし、実際にはセラードのように相手の知識や技術を手に入れるために喰いたいと思う、あるいはチェスのように自分が喰われるという恐怖から喰うなど、能動的な行為と言う向きが強い。
偽名を名乗ることが出来ない制約
不死者は「不死者同士での会話」や「公共の場」において自ら偽名を名乗ることができないという制約であり、パスポートなども偽名が使えず、それでいて不老のため、年齢を偽造する必要がある。ただし、不死者でない第三者に偽名を名乗り、その第三者が相手の不死者に偽名で紹介するなどして、他人に紹介されるという形であれば不死者相手でも偽名を名乗ることは可能である。また偽名の名乗りが書かれた文章を読み上げるという手を使い、ヴィラレスクが名を騙っている。
悪魔が述べるところによると、死にたいと思った時に仲間を探すのは大変だから設けた制約としている。実際には、不死者の項で述べたように1つになりたいという本能的な働きから現れる行動だと考えられている。
出来損ない
セラードが作り出した「不死の酒」の不完全品の酒を飲み、不死となった人間。同様の物はルネも作っている。
基本的には不死者と同じで、たとえ切り刻まれても、細胞同士が繋がり合いすぐに蘇る不死の身体となる。ただし以下に挙げるように明確な違いも存在する。
- 不死であって不老ではない。老いて死ぬことはありえる。
- 不死者の前であっても、あるいは同じ出来損ないの前であっても、偽名を名乗ることが出来る。
- 不死者であれ、出来損ないであれ、それを「喰う」ことはできない。逆に不死者が出来損ないを「喰う」ことはできる。

セラードは特に3番目を悪用し、その知識や技術を得たい者に酒を飲ませ、出来損ないにすることでこれを喰らい、それを得ていた。
ホムンクルス
総じて一般のホムンクルスの定義と同じで錬金術により人工的に創造された生命を指す。一般的に言われる「生まれながらにして全知の存在であるフラスコの中でしか生きられない生命体」も可能性としては存在し、セラードの最終目的は、これを創り出して酒を飲ませ、自身に取り込むことで全知の存在になることだった。以下、本作オリジナルの物について個別に説明する。
セラードのホムンクルス
エニスなど、不死であるセラード自らの細胞を触媒として生み出す。全く知識を有さないが、不老不死という不死者と同等の性質を持っている。主人に生殺与奪を握られ、その思念1つで体構成が崩壊し絶命させられる。セラードは、このホムンクルスが自我を持つことを嫌い、自我を持った場合には殺していた。
ヒューイのホムンクルス
1. クリストファーなど、ヒューイがセラードの知識を盗んで造ったホムンクルス。不老だが不死ではなく、負傷した場合には不死者のように再生はせず、それが原因で命を落とす可能性もある。
2. シャムとヒルトン（「双子」）という意識集合体のホムンクルス。「リズム」の開発した薬で誕生した意識体およびその各個体。その薬を飲むと意識を乗っ取られて自我を消失し、同一の意識を共有する一個体となる。乗っ取られた人間が持つ知識などは全ての個体に共有されるため、この辺りは「喰う」に似ている。例外として、抵抗力が高いなどで意識が乗っ取られないことがあり、その場合、逆にそれまでそのホムンクルスが得た知識を得ることができる。ヒューイの命令によりシャムは男性、ヒルトンは女性の意思しか乗っ取ることが禁じられている。

ビルトのホムンクルス
人間と同じように成長する男性型デズと、成長しない代わりに寿命が極端に短い女性型フィルの2種類が存在する。それぞれ複数の肉体を有し、場合によって肉体を明け渡すということも可能。

### 特定の年代に関する事柄
アドウェナ・アウィス号
1711年、ロットヴァレンティーノの錬金術師たちが新大陸を目指し乗船した船。
航海の途中でマイザー・アヴァーロは「悪魔」の召喚に成功し、「不死の酒」を手に入れる。乗員たちは「不死の酒」によって不死者となったが、セラードの凶行によって各地へ散った。
マルティージョ・ファミリー
イタリア系の犯罪組織カモッラの亜流組織の一つ。リトルイタリーとチャイナタウンに小さな縄張りを持つ、構成員が五十人程であり、その四分の一が幹部というギャングとしては弱小組織。本拠地は蜂蜜専門店の奥にあるレストラン「蜂の巣（アルヴェアーレ）」。
組織の頭領であるモルサが組織を開いたとき、組織の者に帽子を配ったことがきっかけとなり、幹部昇進の際には前日にそのことが知らされ、翌日に他の幹部とともに帽子屋で帽子を買ってくることが伝統になっている。また、幹部の上に役職の名前のついた上級幹部が数名いる。
違法カジノや違法酒製造による闇酒場の経営や、高利貸しやみかじめ料の徴収などが資金源。組織は小さいが、麻薬には手を出さない方針をとっている。
居候（アイザック、ミリア、チェスなど）や若衆、上級幹部、レストランで働いているウェイトレス達が一緒になってドミノ倒しに興じるなど、構成員は基本的にノリのいい、陽気な者たちが多い。
ガンドール・ファミリーとは縄張りが隣り合っているが、敵対はしておらず、組織の仕事上のことに関してはなりあわないことで合意している。むしろ幹部の一人であるフィーロがボスのガンドール三兄弟と幼馴染のためか、幹部昇進の際に共に祝いに来たり、縄張りのカジノにやってきたりと個人同士でのプライベートでは友好的である。
禁酒法が無くなってからは本拠地の「蜂の巣（アルヴェアーレ）」を合法的なレストランに改装し、繁盛させていた。2002年では組織としては縮小し、「蜂の巣（アルヴェアーレ）」のチェーン店が軌道に乗り始めたため、みかじめ料の徴収、香辛料の輸入代理店といったカモッラとしての仕事が裏稼業のようになっている。
ガンドール・ファミリー
リトルイタリー、マルベリー通りからやや外れた所にあるジャズホールの地下に事務所を置き、その周辺を縄張りとしている、マルティージョと同程度のギャングとしては弱小の組織。しかし、構成員がみな喧嘩っ早いゴロツキ揃いとして有名であり、周囲の組織も一目置く存在感がある。
元々はガンドール三兄弟の父親が所属していたマフィア組織の縄張りを、三兄弟の父親が譲り受けたもの。しかし実は他の大規模な組織の抗争に巻き込まれる前にとそのボスが体面を守るために、金を持って逃げる際に尻尾切りしただけであった。しかし三兄弟の父親が古風な考えの持ち主で、「ボスからもらった組をつぶすわけにはいかない」として小さな縄張りだけは残すことができた。
その後心労で父親が死んだ後、三兄弟が組を引き継ぎ、縄張りを倍にまで拡大した。しかしそのために今でも揉め事が絶えず、1932年にはルノラータ・ファミリーと抗争している。
三兄弟の役目はそれぞれ長男キースが「庇護」、次男ベルガが「恐怖」、三男ラックが「打算」であるとラックは思っている。長男が縄張りの住民やファミリーの構成員、マフィアとしての信念を護り、ベルガが腕力で構成員と縄張りを締めるとともに他の組織を威圧し、ラックがそれらとの交渉などで折り合いをつけている。
三兄弟ともどこかマフィアのボスにしては甘いところがあるため、幼馴染二人（フィーロ、クレア）からは「マフィアに向いていない」とはっきりと思われているが、キースのみ、マフィアとしての信念を古風であるが持っている。
周囲の組織とは停戦協定を結んでいる。マルティージョ・ファミリーとは縄張りが隣り合っているが、幹部のフィーロが三兄弟と幼馴染であるためか、組織としては馴れ合わないが、プライベートでは友好的である。
闇賭博、闇酒場、闇レース、縄張りからのみかじめ料、高利貸しなどを資金源としている。組織の規模に関係なく、マルティージョ同様麻薬には手を出さないことにしている。
フライング・プッシーフット
ネブラ社製が製造した大陸横断鉄道を走る豪華列車で、1931年の事件の舞台である。
その外見から「走る装飾品」と賞賛されるが、一方で「装飾過多で悪趣味」「彫刻を押しつぶしたような外見」と評されることもある。通常の列車と違い、前方に一等客室があるのが特徴。また、豪華列車なだけあって二等客室でも通常の一等客室に比肩する。
事件後、展示用にまわされ、禁酒法が解除されたお祭り騒ぎのさなかに破壊された。

### その他
フェリックス・ウォーケン
最強の殺し屋として知られ、便利屋としても動いている人物。実際にはその名前が何度か売り渡され代替わりしている。作中では4組7名のフェリックスが確認されている。

## 制作背景
成田は、大好きなギャング映画とファンタジーを組み合わせた作品を書きたいという思いが、執筆のきっかけになったと電撃小説大賞出身作家へのインタビューの中で述べており、初期構想が「主人公が、悪の魔法使いの使い魔であるサキュバスのエニスに一目ぼれし、ギャングによる数の暴力によって彼女の雇い主である悪の魔法使いを倒して彼女を奪う」という内容だったことも明らかにした。
成田は「異世界を1から造るのは、言語や文化、経済まで設定しないといけないだろう」という考え、実在の町ならば資料収集と取材のみで済むという短絡的な考えから、実在の町を舞台とすることを思い立ったものの、取材と資料収集の苦労を思い知らされた上、授賞式の際に審査員から、実際にニューヨークに行ったことがないことを指摘されたと成田は振り返っている。
作家としてのデビューが決まった時、成田は大学4年生であり、単位不足から卒業が危ぶまれていたため、当時の成田を担当していた編集長の鈴木一智から「卒業するまで小説は一切書くな」と言い渡され、卒業するまでの間成田は単位取得に専念した。
成田は、無名の新人が半年間も間を空けられては忘れられてしまうという不安を抱いており、『バッカーノ! 1931』が分冊になるという話を聞いた際は、3か月連続で刊行すれば話題性が得られる上、遅筆というレッテルを張られなくて済むだろうという考えから、「1か月以内に『1932』を執筆して３か月連続刊行はできないか」と編集者に提案した。
成田はインタビューの中で、この取り組みはマーケティングとしては浅はかだったと述べており、自分はマーケティングに向いていなかったのではないかと振り返っている。

## 評価
本作は第9回電撃ゲーム小説大賞にて金賞を受賞した。審査員の一人である安田均は、ボリュームがありながらも気楽に読める点を評価した一方、「『理想形』には力量がいま一歩という感もある」と指摘した。同じく審査員を務めた深沢美潮は、実験的な姿勢を評価した一方、登場人物の多さから二回読まないと内容が理解できない点を指摘した。広井王子は映画を思わせる内容を評価した一方、登場人物の多さを指摘した。審査員を務めた、メディアワークスの社長（当時）である佐藤辰男は、コメディーやファルスとしての正統性を認め、「不死の酒」を得ると、独自の「ゲームのルール」がついてくるという設定を評価した一方、禁酒法時代のニューヨークが読者にはなじめないのではないかと述べた。電撃文庫編集長（当時）の鈴木一智はライトノベルには珍しい舞台設定と登場人物の多さと構成の複雑さに触れつつも、登場人物のキャラ立ちと独特のユーモアのセンスを楽しめたと評した。
文芸評論家の榎本秋は本作について、「多数のキャラクターを登場させるのは、作者が制御しきれなかったりひとりの出番が減ってしまい読者へのアピールが不十分になる」、「章ごとやシーンごとに違う人物の視点で物語を追いかけるのは、読者が混乱してしまう」、というような理由でライトノベルでは多くの場合に禁じ手とされる手法を使っているが、高度なレベルで完成させ多くの読者に受け入れられていると紹介している。また、当初は全然関係なく動いている様々な登場人物たちの行動や思惑が物語が進むにつれてかみ合い、そして影響し合いながら盛り上がりを見せる群像劇のような作りであるとしており、本作を「良質な映画」を思わせる作品と称賛した。
日経BP社がインターネットで実施したアンケートを基に公表した「2003年度ライトノベルランキング」では9位を獲得している。『このライトノベルがすごい!』作品部門では2005年版で5位を獲得している。

## 既刊一覧

### 小説
- 成田良悟（著）・エナミカツミ（イラスト）、メディアワークス→アスキー・メディアワークス→KADOKAWA〈電撃文庫〉、既刊22巻（2016年8月10日現在）
  - 『バッカーノ! The Rolling Bootlegs』、2003年2月25日初版発行（2月10日発売[9]）、ISBN 4-8402-2278-9
  - 『バッカーノ! 1931 鈍行編 The Grand Punk Railroad』、2003年8月25日初版発行（8月10日発売[10]）、ISBN 4-8402-2436-6
  - 『バッカーノ! 1931 特急編 The Grand Punk Railroad』、2003年9月25日初版発行（9月10日発売[11]）、ISBN 4-8402-2459-5
  - 『バッカーノ! 1932 Drug & The Dominos』、2003年10月25日初版発行（10月10日発売[12]）、ISBN 4-8402-2494-3
  - 『バッカーノ! 2001 The Children Of Bottle』、2004年2月25日初版発行（2月10日発売[13]）、ISBN 4-8402-2609-1
  - 『バッカーノ! 1933〈上〉 THE SLASH 〜クモリノチアメ〜』、2004年9月25日初版発行（9月10日発売[14]）、ISBN 4-8402-2787-X
  - 『バッカーノ! 1933〈下〉 THE SLASH 〜チノアメハ、ハレ〜』、2004年11月25日初版発行（11月10日発売[15]）、ISBN 4-8402-2850-7
  - 『バッカーノ! 1934 獄中編 Alice In Jails』、2006年10月25日初版発行（10月10日発売[16]）、ISBN 4-8402-3585-6
  - 『バッカーノ! 1934 娑婆編 Alice In Jails』、2006年12月25日初版発行（12月10日発売[17]）、ISBN 4-8402-3636-4
  - 『バッカーノ! 1934 完結編 Peter Pan In Chains』、2007年4月25日初版発行（4月10日発売[18]）、ISBN 978-4-8402-3805-2
  - 『バッカーノ! 1705 The Ironic Light Orchestra』、2007年7月25日初版発行（7月10日発売[19]）、ISBN 978-4-8402-3910-3
  - 『バッカーノ! 2002 【A side】Bullet Garden』、2007年10月25日初版発行（10月10日発売[20]）、ISBN 978-4-8402-4027-7
  - 『バッカーノ! 2002 【B side】Blood Sabbath』、2007年11月25日初版発行（11月10日発売[21]）、ISBN 978-4-8402-4069-7
  - 『バッカーノ! 1931 臨時急行編 Another Junk Railroad』、2009年1月10日初版発行（同日発売[22]）、ISBN 978-4-04-867462-1
  - 『バッカーノ! 1710 Crack Flag』、2010年4月10日初版発行（同日発売[23]）、ISBN 978-4-04-868459-0
  - 『バッカーノ! 1932 Summer man in the kille』、2011年6月10日初版発行（同日発売[24]）、ISBN 978-4-04-870556-1
  - 『バッカーノ! 1711 Whitesmile』、2011年12月10日初版発行（同日発売[25]）、ISBN 978-4-04-886186-1
  - 『バッカーノ! 1935-A Deep Marble』、2012年9月10日初版発行（同日発売[26]）、ISBN 978-4-04-886893-8
  - 『バッカーノ! 1935-B Dr.Feelgreed』、2012年12月10日初版発行（同日発売[27]）、ISBN 978-4-04-891204-4
  - 『バッカーノ! 1931-Winter the time of the oasis』、2013年3月10日初版発行（同日発売[28]）、ISBN 978-4-04-891431-4
  - 『バッカーノ! 1935-C The Grateful Bet』、2013年10月10日初版発行（同日発売[29]）、ISBN 978-4-04-866037-2
  - 『バッカーノ! 1935-D Luckstreet Boys』、2016年8月10日初版発行（同日発売[30]）、ISBN 978-4-04-892184-8

### 漫画
- 成田良悟（原作）・エナミカツミ（キャラクター原案）・吟遊詩人（作画） 『バッカーノ! -1931 The Grand Punk Railroad-』 メディアワークス→アスキー・メディアワークス〈電撃コミックス〉、全2巻
  1. 2007年7月27日発売[31]、ISBN 978-4-8402-3963-9
  2. 2008年4月26日発売[32]、ISBN 978-4-04-867048-7

- 成田良悟（原作）・エナミカツミ（キャラクター原案）・藤本新太（作画） 『BACCANO! -バッカーノ!-』 スクウェア・エニックス〈ヤングガンガンコミックス〉、全3巻
  1. 2016年2月10日発売[33]、ISBN 978-4-7575-4876-3
  2. 2016年8月10日発売[34]、ISBN 978-4-7575-5072-8
  3. 2017年4月10日発売[35]、ISBN 978-4-7575-5268-5

- 成田良悟（原作）・エナミカツミ（キャラクター原案）・藤田かくじ（作画） 『BACCANO! -バッカーノ!- 〜from the 1700s〜』 CLLENN〈GG-COMICS〉、全2巻
  1. 2023年8月25日発売、電子書籍のみ
  2. 2023年8月25日発売、電子書籍のみ

### 関連書籍
- エナミカツミ 『エナミカツミ画集 バッカーノ!』 アスキー・メディアワークス、2010年2月20日発売[36]、ISBN 978-4-04-868316-6

## メディアミックス

### ラジオドラマ
原作の1931鈍行編、特急編を基にラジオ電撃大賞内にて2005年10月から11月までラジオドラマとして放送され、後にドラマCDとして発売された。

### 漫画
吟遊詩人の作画によるコミカライズが『月刊電撃コミックガオ!』2007年2月号-2008年4月号に連載された。単行本全2巻。『1931 The Grund Punk Railroad』のエピソードをコミカライズしているが、オリジナルキャラクターの登場など漫画版独自の設定も見受けられる。
『ヤングガンガン』2015年21号から2017年2号まで藤本新太の作画で再びコミカライズされた。単行本全3巻。
『DMMブックス』先行掲載にて、2022年12月25日から2023年6月25日まで『バッカーノ!～from the 1700s～』が藤田かくじの作画でコミカライズされている。1700年代編のコミカライズである。電子書籍のみの単行本全2巻。

### テレビアニメ
「BACCANO! -バッカーノ!-」のタイトルで2007年7月26日から11月1日まで、WOWOWノンスクランブル枠で放送された。その後、2008年2月から4月までアニマックスにて、2009年12月から2010年3月までAT-Xにて放送された。
全13話で、『（1930） The Rolling Bootlegs』『1931 The Grund Punk Railroad』『1932 Drug & The Dominos』のエピソードを中心としているが、第7話のみ1711年のエピソードとなっている。一話ごとにこれら3年のエピソードをシャッフル（各エピソードごとの時系列は原作同様）する、という独特の構成になっている。尺の都合か32年のエピソードは大幅に短縮・改編されている。
オープニング映像は、原作に大きな影響を与えた映画『スナッチ』冒頭のパロディである。
DVDには限定エピソードとして番外編3話が新たに収録されている。

#### 製作
本作の設定を構築するにあたり、美術担当の伊藤聖がニューヨークでのロケーション・ハンティングで撮影した写真や、1930年代当時の写真集、映画などを基に、大森と伊藤の話し合いが行われた。
本作の監督を務めた大森貴弘は、映像化の方針として「あまり見た目のハデさを追うような事はせずに、小説を読んだ時の読者の想像力と同じ部分を刺激出来るような工夫をしています」と公式サイト内のインタビューの中で述べている。
また、大森は、本作の音楽を務める吉森信へ、ジャズをベースとしつつも、懐古趣味に走ることなく、もっと『バッカーノ!』らしい自由気ままで多様性にあふれた曲作りを目指してほしいと依頼した。
脚本を務めた高木登は、最初に読んだ際はこれがアニメになるのかと疑ったが、根が枝葉になり幹が末節になるという成田の方法論を楽しむことが魅力であると公式サイトのインタビューの中で振り返ると同時に、「キャラクターを感情で立ち上げるものだと考えていたため、成田との考えの違いに苦労した」と振り返っている。
また、高木は「十二話まで書いて、キャラクター三人削ってまた頭から直し、なんて作業につきあわせられる方はいません。」という理由で全話一人で執筆したと公式サイトのインタビューの中で述べており、自分本来のやり方に合っていたため、とても楽しい作業だったと振り返っている。

#### キャスティング
群像劇である本作の収録には多数の声優が参加しており、その中にはベテランの声優も多く含まれる一方、2005年に制作されたラジオドラマ版とは一部を除きキャストが異なっている。
音響監督を務めた岩浪美和は、ランダムな時系列故にシーンを分けて表現するのが難しいため、テンポを大事にする方針をたてたと公式サイトのインタビューの中で述べている。

#### スタッフ
- 原作 - 成田良悟「バッカーノ!」（メディアワークス電撃文庫刊）[44]
- 原作イラスト - エナミカツミ[44]
- 監督 - 大森貴弘[44]
- 構成・脚本 - 高木登[44]
- キャラクターデザイン - 岸田隆宏[44]
- 美術監督 - 伊藤聖[44]
- 色彩設計 - 歌川律子[44]
- 撮影監督 - 関谷能弘[44]
- 編集 - 関一彦[44]
- CGプロデューサー - 神林憲和[44]
- 音楽 - 吉森信[44]
- 音響監督 - 岩浪美和[44]
- プロデューサー - 横山朱子
- アニメーションプロデューサー - 佐藤由美
- アニメーション制作 - ブレインズ・ベース[44]
- 製作 - Project Baccano!（アニプレックス、ムービック、ブレインズ・ベース）[45]

#### 主題歌
オープニング「Gun's&Roses」
作曲 - 野口茜 / 演奏 - Paradise Lunch
- CDにはヴォーカルVERと、OPで使用されているヴォーカル無し版の2種類が収録されている（Instrumentalを除いて）。
- OPアニメーションは1話 - 2話・7話は約1分30秒だが、3話 - 6話・8話 - 13話ではハイライトシーンが約20秒挿入される（その回のストーリーに関わるあらすじを取り上げるので、一つ前の回のシーンとは限らない）。この手法は、原作者とメインスタッフと制作会社が同じアニメ『デュラララ!!』でも行われた。

エンディング「Calling」
作詞・作曲 - 梶浦由記 / 歌 - 織田かおり

#### 反響
アニメ!アニメ!の仲瀬コウタロウは、2017年の記事の中で、「ガイ・リッチーの『スナッチ』を元にしたOPから始まる各エピソードはシャッフルされ、繰り返し楽しめるような構成が取られている」と述べている。

#### 各話リスト
| 話数            | サブタイトル                                                   | 絵コンテ          | 演出             | 作画監督                |
| --------------- | -------------------------------------------------------------- | ----------------- | ---------------- | ----------------------- |
| 1               | 副社長は自身が主役である可能性について語らない                 | 大森貴弘          | 佐藤豊           | 高田晃                  |
| 2               | 老婦人の不安をよそに大陸横断鉄道は出発する                     | 大畑清隆          | 中野英明         | 青野厚司                |
| 3               | ランディとペッチョはパーティの準備で忙しい                     | 寺東克己          | 米田光宏         | 米田光宏 久木晃嗣       |
| 4               | ラッド・ルッソは大いに語り大いに殺戮を楽しむ                   | 大森貴弘          | 松浦錠平         | 石川晋吾                |
| 5               | ジャグジー・スプロットは泣いて怯えて蛮勇を奮う                 | 寺東克己          | 佐藤豊           | 小谷杏子                |
| 6               | レイルトレーサーは車内を暗躍し虐殺をくりかえす                 | 神戸守            | 神戸守           | 小丸敏之 羽山賢二       |
| 7               | すべてはアドウェナ・アウィス号の船上からはじまる               | 神戸守            | 原博             | 鈴木信吾                |
| 8               | アイザックとミリアは我知らず周囲に幸福をまきちらす             | 大畑清隆          | 大畑清隆         | 亀谷響子                |
| 9               | クレア・スタンフィールドは忠実に職務を遂行する                 | 寺東克己          | タムラコータロー | 青野厚司                |
| 10              | チェスワフ・メイエルは不死者の影に怯え策略をめぐらせる         | 大畑清隆          | 小坂春女         | 田中良 小谷杏子         |
| 11              | シャーネ・ラフォレットは二人の怪人を前に沈黙する               | 神戸守            | 神戸守           | 久木晃嗣 をがわいちろを |
| 12              | フィーロとガンドール三兄弟は凶弾に倒れる                       | 名村英敏          | 川越淳           | 青野厚司 福田紀之       |
| 13              | 不死者もそうでない者もひとしなみに人生を謳歌する               | 大森貴弘 寺東克己 | 大森貴弘         | 高田晃                  |
| 14 <番外編・上> | グラハム・スペクターの愛と平和                                 | 大畑清隆          | 大畑清隆         | 亀谷響子                |
| 15 <番外編・中> | 高級住宅街に辿り着いた不良少年たちはそれでもいつもと変わらない | 神戸守            | 神戸守           | 青野厚司                |
| 16 <番外編・下> | 物語に終わりがあってはならないことをキャロルは悟った           | 寺東克己          | 寺東克己         | 青野厚司                |

#### 放送局
| 放送地域 | 放送局       | 放送期間                       | 放送日時           | 放送系列         | 備考             |
| -------- | ------------ | ------------------------------ | ------------------ | ---------------- | ---------------- |
| 日本全域 | WOWOW        | 2007年7月26日 - 11月1日        | 木曜 24:30 - 25:00 | BSデジタル放送   | 制作局           |
| 東京都   | TOKYO MX     | 2008年1月2日 - 3月26日         | 水曜 23:30 - 24:00 | 独立UHF局        | [ 注 2 ]         |
| 日本全域 | GYAO!        | 2008年1月5日 - 3月29日         | 土曜 12:00 更新    | PC向けネット配信 |                  |
| 日本全域 | アニマックス | 2008年2月5日 - 4月29日         | 火曜 23:00 - 23:30 | CS放送           | リピート放送あり |
| 日本全域 | AT-X         | 2009年12月22日 - 2010年3月16日 | 火曜 10:30 - 11:00 | CS放送           | リピート放送あり |

| WOWOW 木曜24:30枠                                           | WOWOW 木曜24:30枠 | WOWOW 木曜24:30枠 |
| 前番組                                                      | 番組名            | 次番組            |
| ----------------------------------------------------------- | ----------------- | ----------------- |
| MOONLIGHT MILE「Lift off」 （スクランブル枠、リピート放送） | バッカーノ!       | 枠消滅            |

#### DVD
ジャケットは岸田隆宏描き下ろしである。
初回限定封入特典には、成田良悟・エナミカツミ書き下ろしの外伝小説（文庫換算各50ページ）と、設定資料やキャスト・スタッフからのメッセージなどが掲載されたオールカラーブックレットが付いている。
- 第1巻 - 2007年10月24日発売 （ANSB-2901） / 第1幕・第2幕収録 / 『193X-A man in the killer 1』
- 第2巻 - 2007年11月28日発売 （ANSB-2902） / 第3幕・第4幕収録 / 『193X-A man in the killer 2』
- 第3巻 - 2007年12月26日発売 （ANSB-2903） / 第5幕・第6幕収録 / 『193X-A man in the killer 3』
- 第4巻 - 2008年1月23日発売 （ANSB-2904） / 第7幕・第8幕収録 / 『193X-A man in the killer 4』
- 第5巻 - 2008年2月27日発売 （ANSB-2904） / 第9幕・第14幕収録 / 『193X-A man in the killer 5』
- 第6巻 - 2008年3月26日発売 （ANSB-2906） / 第10幕・第11幕収録 / 『193X-B The Time Of the Oasis 1』
- 第7巻 - 2008年4月23日発売 （ANSB-2907） / 第12幕・第15幕収録 / 『193X-B The Time Of the Oasis 2』
- 第8巻 - 2008年5月28日発売 （ANSB-2908） / 第13幕・第16幕収録 / 『193X-B The Time Of the Oasis 3』

#### Blu-ray Disc
- Blu-ray Disc BOX - （2011年1月26日発売）
3枚組。テレビ未放送エピソードを含む全16話に加え、特典映像としてノンクレジットオープニング＆エンディングを収録。

### ドラマCD
タイトルは「フィーロ・プロシェンツォ、ピエトロ・ゴンザレスの五十三回目の死を目撃す」。アニメ製作スタッフ・声優陣らにより、オリジナルストーリーのドラマCDが制作された（2007年10月24日発売）。

### ゲーム
2008年2月28日にメディアワークスより、ニンテンドーDS用ソフト『DS電撃文庫ADV バッカーノ!』が発売された。DS電撃文庫第5弾として発表された本作は、『1931 鈍行編 / 特急編 The Grand Punk Railroad』の2作を原作としている。 CERO：C（15才以上対象）。
本作は、場面ごとに視点となる主人公が選択できるザッピングシステムを採用しており、各章の始めにプレーヤーが選択した登場人物がその場面における主人公となるので、1つの事件を異なる複数の視点から経験することができる。これにより、「複数の登場人物の行動が複雑に絡み合って事件が発展していく」という原作の特徴を活かすことに成功している。プレイヤーの選択により主人公の行動および物語の展開が変化し、選択肢によっては、事件が原作とは異なる展開を迎え、新たな方向で終結を迎えることもある。
50以上存在するifエンディングのうち、『小気味良い男編』『死亡勇戯編』は、原作者成田良悟の書き下ろしであり、原作では明かされなかった設定・登場しなかったキャラクターが現れるシナリオとなる。
予約特典として、96ページのゲームブックである『バッカーノ! 1931 時刻表 The Grand Punk Railroad』（非売品）が付属する。
ファミ通の40点満点のクロスレビューでは28点だった。
また、2009年3月19日にアスキー・メディアワークスより発売された、ニンテンドーDS用ソフト『電撃学園RPG Cross of Venus』に遊技場の主人としてフィーロが登場した。

### キャスト
声はラジオドラマ/アニメの順
| - アイザック・ディアン - 小野坂昌也 / 同左 - ミリア・ハーヴェント - 笠原留美 / あおきさやか - フィーロ・プロシェンツォ - / 吉野裕行 - マイザー・アヴァーロ - / 宮本充 - エニス - / 小林沙苗 - ロニー・スキアート - / 神奈延年 - チェスワフ・メイエル - 神田朱未 / 同左 - ベルガ・ガンドール - / 三宅健太 - ラック・ガンドール - / 子安武人 - チック・ジェファーソン - / 山口勝平 - ラッド・ルッソ - 置鮎龍太郎 / 藤原啓治 - ルーア・クライン - 住友優子 / 安井絵里 - プラチド・ルッソ - 平井啓二 /亀井三郎 - グラハム・スペクター - / 杉田智和 - シャフト - / 羽多野渉 - バルトロ・ルノラータ - /大林隆介 - ベグ・ガロット - / 金光宣明 - グスターヴォ・バジェッタ - /佐々木誠二 - ジャグジー・スプロット - 阪口大助 / 同左 - ニース・ホーリーストーン - 佐藤朱 / 小林ゆう - シャーネ・ラフォレット - 相沢舞 / 広橋涼 - ヒューイ・ラフォレット - / 千葉進歩 - グース・パーキンズ - 千葉進歩 / 菅生隆之 - セラード・クェーツ - / 有本欽隆 - バーンズ - / 西村知道 | - クレア・スタンフィールド - 森田成一 / 同左 - イブ・ジェノアード - / 井上麻里奈 - ダラス・ジェノアード - / 伊丸岡篤 - デイリー・デイズ社長 - / 速水奨 - ギュスターヴ・サンジェルマン - 若本規夫 / 同左 - キャロル - / 斎藤千和 - レイチェル - 永野愛 / 伊藤静 - ベリアム上院議員 - / 中多和宏 - グレット・アヴァーロ - / 浪川大輔 - シルヴィ・リュミエール - / 高垣彩陽 - エルマー・C・アルバトロス - / 大畑伸太郎 - 東郷 田九郎 - / 斧アツシ - ヴィクター・タルボット - / 下山吉光 - ナイル - / 坂口候一 - フェルメート - / 成田剣 - ピエトロ・ゴンザレス - /飛田展男 - ドミニコ・フェンデス - /チョー - アントニオ・バロ - /小山力也 - エリータ - /水沢史絵 - ナンシー・リュート - / 釘宮理恵 - ギャリー - / 大塚芳忠 - 東郷魂右衛門 - / 斧アツシ - ジョー - / 木村雅史 - ターナー - / 川津泰彦 |